# Oswaldo Luiz Peixoto
Pour les articles homonymes, voir Peixoto.
Oswaldo Luiz Peixoto (né en 1947) est un herpétologiste brésilien.
Professeur à l'Universidade Federal Rural do Rio de Janeiro.
- Scinax peixotoi a été nommé en son honneur.

## Référence biographique
Currículum sur le site de son université

## Quelques Taxons décrits
- Crossodactylodes bokermanni
- Crossodactylodes izecksohni
- Hyla arildae
- Hyla callipygia
- Hyla cavicola
- Hyla fluminea
- Hyla leucopygia
- Hyla weygoldti
- Hyla carvalhoi
- Hyla dutrai
- Hyla gouveai
- Hyla ruschii
- Phyllodytes brevirostris
- Phyllodytes kautskyi
- Phyllodytes punctatus
- Phyllodytes edelmoi
- Phyllodytes gyrinaethes
- Proceratophrys subguttata
- Proceratophrys phyllostomus
- Proceratophrys laticeps
- Proceratophrys moehringi
- Scinax agilis
- Scinax arduous
- Scinax atratus
- Scinax littoreus
- Scinax melloi
- Scinax cardosoi
- Scinax kautskyi
- Scinax heyeri

 Peixoto est l’abréviation habituelle de Oswaldo Luiz Peixoto en zoologie.

Consulter la liste des abréviations d'auteur en zoologie ou la liste des taxons zoologiques assignés à cet auteur par ZooBank